# ۹۹۱ (میلادی)
۹۹۱ (میلادی) نهصد و نود و یکمین سال تقویم میلادی است.

## درگذشتگان
‎